# Joël Favreau
Joël Favreau, nacido el 2 de octubre de 1939 en París, es un guitarrista francés.

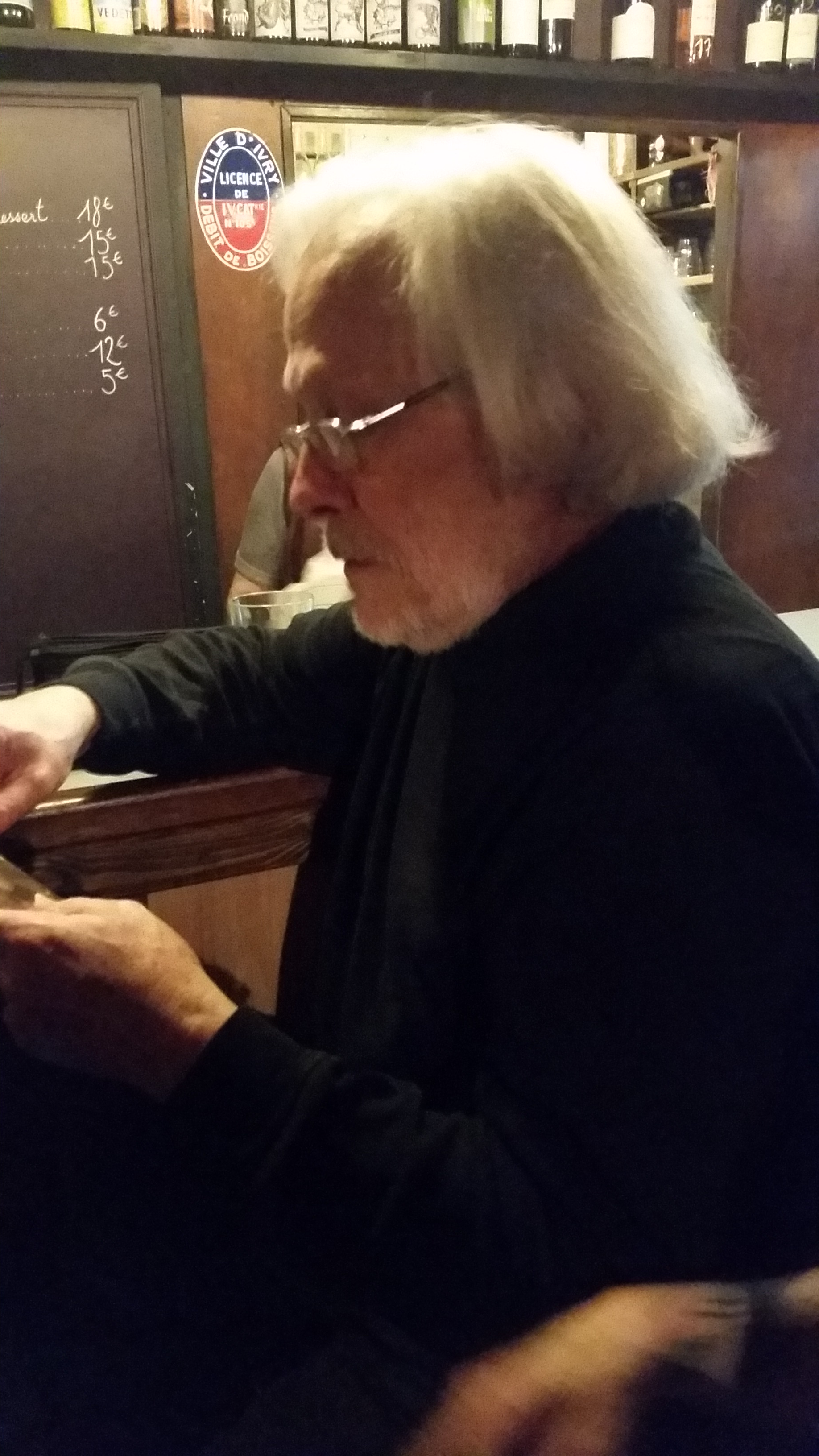
Joël Favreau, 15 de marzo de 2018 en Ivry-sur-Seine.

## Biografía
Primeramente músico de la cantante Colette Chevrot, fue más tarde conocido como guitarrista acompañante de Georges Brassens (a partir de 1972), quién le pidió que lo acompañara con su guitarra en la grabación de sus discos y en los shows de televisión. 
Más tarde, fue también acompañante  de Yves Duteil y Maxime Le Forestier.
También es creador e intérprete de sus propias canciones.
Ha grabado cuatro discos de sus propias canciones, y dos de sus interpretaciones de las canciones de Georges Brassens, con el título Salut Brassens (Hola Brassens!), en dúo con el acordeonista Jean-Jacques Franchin. Un tercer disco, que lleva el título Brassens autour du monde (Brassens alrededor del mundo) ha sido grabado en Lebano, en Benín, en Nueva-Caledonia, y en Afganistán, con músicos locales.
Con el espectáculo Salut Brassens, acompañado ahora por el acordeonista Marc Berthoumieux, da representaciones en el mundo entero.

## Libros
Es autor del libro Quelques notes avec Brassens (Algunas notas con Brassens), publicado en francés por el editorial l'Archipel, en el cual proporciona un relato de los años pasados como guitarrista de Georges Brassens.